# دیوید سوزوکی
دیوید تاکایوشی سوزوکی (انگلیسی: David Takayoshi Suzuki؛ زادهٔ ۲۴ مارس ۱۹۳۶) دانشمند در زمینه ژنتیک، مجری تلویزیون برنامه‌های علمی، و فعال جنبش زیست‌محیطی اهل کانادا است. سوزوکی در سال ۱۹۶۱ میلادی پی‌اچ‌دی جانورشناسی را از دانشگاه شیکاگو کسب کرد. او از سال ۱۹۶۳ میلادی تا هنگام بازنشستگی در سال ۲۰۰۱ میلادی پروفسور بخش ژنتیک در دانشگاه بریتیش کلمبیا بود. از اواسط دهه ۱۹۷۰ میلادی، سوزوکی برای مجموعه‌های تلویزیونی و رادیویی، مستند و کتاب‌های مربوط به طبیعت و محیط زیست شناخته شده‌است.
وی همچنین برندهٔ جوایزی همچون جایزه زیست صحیح، و جایزه کالینگای یونسکو شده‌است.